# Onbewuste
Met het onbewuste en het onderbewuste worden geestelijke processen zoals gedachten en gevoelens bedoeld die niet, of niet onmiddellijk, voor het bewustzijn toegankelijk zijn, en die niettemin iemands gedrag kunnen beïnvloeden. Paracelsus was de eerste die een wetenschappelijke melding maakte van het onbewuste in zijn werk 'Von den Krankheiten'  (Over de Ziektes) uit 1567, en zijn klinische methodologie kan beschouwd worden als het begin van de moderne wetenschappelijke psychologie. Het concept van het onbewuste in psychologische en psychopathologische context is afkomstig van de Franse arts en filosoof Pierre Janet en verder uitgewerkt door Sigmund Freud.

## Terminologie
De termen 'het onbewuste', 'het onderbewuste' en 'het onderbewustzijn' worden nogal eens door elkaar gebruikt, wat aanleiding geeft tot begripsverwarring. Volgens Van Dale woordenboek wordt met 'onderbewustzijn' of 'onderbewuste' hetzelfde bedoeld, namelijk een bewustzijnsniveau tussen het onbewuste en het bewuste. Dit komt overeen met wat mensen in het dagelijks spraakgebruik bedoelen als ze van iets 'onbewust' of 'niet bewust' zijn. Freud spreekt in zijn vroege werk van Das Vorbewusste (Ned.: het voorbewuste, Engels: the pre-conscious) als een bewustzijnsgebied tussen het bewuste en het onbewuste. Een soort drempelbewustzijn als het ware. 
Het 'onbewuste' in psychologische en psychopathologische context omvat alles wat niet op dit moment bewust is, maar wel kan worden. Zowel bij Freuds 'onbewuste' als bij Jungs 'persoonlijk onbewuste' gaat het om verdrongen, met pijn en angst geassocieerde herinneringen. Jung introduceerde in zijn werk ook nog het 'collectief onbewuste', dat zich bijvoorbeeld slechts onrechtstreeks in dromen manifesteert.

## Onbewust waarnemen
Het onderbewuste wordt ook wel het tweede bewustzijn genoemd. Bij het eerste bewustzijn worden waarnemingen bewust waargenomen en overdacht. Bij het onderbewuste worden waarnemingen wel waargenomen, maar dat gebeurt dan onbewust. De persoon denkt niet bewust na over de waarneming die hij/zij doet, maar de waarneming vindt toch plaats, onbewust. Onbewust worden die waarnemingen in het geheugen opgeslagen. Op een later tijdstip kunnen die onbewust opgeslagen waarnemingen, bewust gemaakt worden. Een gedachtegang kan dan zijn : "Hé heb ik dat niet eerder gezien (of gehoord, geroken, geproefd, gevoeld)?" ook wel "Deja Vu" genoemd.

## Het onbewuste bewust maken
Vanwege het onbewuste onthouden, is het onderbewustzijn minder helder dan het normale bewustzijn. Het onderbewustzijn geschiedt in eerste instantie door middel van het kortetermijngeheugen. Waarnemingen kunnen vervolgens in het langetermijngeheugen opgeslagen worden, waarbij het moeilijker wordt je die informatie te herinneren.

## Dromen
Het onbewuste kan ook in dromen bewust worden. In de droom is men zich dan bewust van hetgeen men droomt. Na het ontwaken hoeft men zich niet per se meer bewust te zijn van wat gedroomd werd. Het is dan onbewust, maar kan mogelijk later bewust worden. Het kan zowel uit het 'langetermijngeheugen' als het 'kortetermijngeheugen' komen. Vaak hebben ook 'gevoelens' hun doorwerking in dromen, zoals bij een 'nachtmerrie'. Sigmund Freud stelt dat dromen 'een kijkje in het onbewuste' is.

## Collectief onbewuste
Carl Gustav Jung postuleerde dat er ook een onbewuste is dat alle mensen gemeenschappelijk hebben: het collectief onbewuste. Dit collectief onbewuste vat Jung op als een soort neerslag van alle menselijke ervaringen sinds prehistorische tijden, een onbewust deel van de psyche dat alle mensen gemeenschappelijk hebben en dat evolutionair steeds verder groeit. Jung wilde hiermee aantonen dat, net zoals het menselijk lichaam door evolutie is ontwikkeld, ook de menselijke geest steunt op ervaringen uit het verleden. Daardoor is de menselijke geest als het ware verbonden met het verleden. De inhouden van dat collectief onbewuste wordt gevormd door latente beelden uit het verleden van de mens, Jung noemt ze zelf 'primitieve beelden'. Zo zou de vrees van de mens voor slangen en voor duisternis terug te voeren zijn op deze 'overgeërfde' ervaringen. Wat betreft de manier waarop die ervaringen overgeërfd worden, koos Jung voor het Lamarckisme en dus niet voor de onder wetenschappers meer gangbare evolutietheorie met mutaties en natuurlijke selectie. De inhouden van dit collectief onbewuste zijn niet direct toegankelijk, maar uiten zich bijvoorbeeld in dromen op archetypen, oorspronkelijke patronen waarnaar andere soortgelijke zaken worden gemodelleerd.
- Archetypen die hij vaak noemt zijn onder meer de archetypen van de geboorte, de dood, de wedergeboorte, de macht, de magie, de held, het kind, de wijze oude man, God, de duivel, moeder aarde, de maan, de wind, de rivieren enz.
- De archetypen die Jung van bijzonder belang achtte bij de ontwikkeling van onze persoonlijkheid zijn de persona, de anima, de animus, de schaduw en het zelf.